# Moi International Sports Centre
Moi International Sports Centre – wielofunkcyjny stadion sportowy w Kasarani, niedaleko Nairobi, w Kenii. Pojemność stadionu wynosi 60 000 widzów, co czyni go największym tego typu obiektem w kraju.